# Martin Claesson
Martin Sven Gunnar Claesson, född 20 september 1983 i Tånnö församling, Värnamo kommun, är en svensk före detta fotbollsspelare (försvarare) som under största delen av sin karriär spelade för IFK Värnamo. Han är bror till Viktor Claesson. 
Efter säsongen 2016 valde Claesson att avsluta sin fotbollskarriär.